# Ramphastos sulfuratus
Il tucano carenato (Ramphastos sulfuratus Lesson, 1830) è un uccello della famiglia Ramphastidae, diffuso in America centrale e Sud America.

## Distribuzione e habitat
La specie è diffusa in America centrale (Messico, Belize, Guatemala, Costa Rica, Honduras, Nicaragua e Panama) e nella parte nord-occidentale del Sud America (Colombia e Venezuela).
È chiamato anche Tucano Arcobaleno, per la colorazione variopinta del suo lungo becco.

## Tassonomia
Sono note due sottospecie:
- Ramphastos sulfuratus sulfuratus Lesson, 1830 - diffusa dal Messico alla parte settentrionale del Guatemala
- Ramphastos sulfuratus brevicarinatus Gould, 1854 - diffusa dal Guatemala meridionale al Venezuela